# Дондт, Аарон
Аарон Дондт (нидерл. Aaron Dhondt; 19 декабря 1995, Брюгге, Бельгия) — бельгийский футболист, нападающий клуба «Гюллегем».

## Карьера
Аарон начал заниматься футболом в «Брюгге», в 2014 году он перешёл в «Серкль Брюгге».
В 2015 году нападающий начал профессиональную карьеру в клубе «Изегем». За полгода в третьем дивизионе Дондт забил 11 мячей в 22 матчах и подписал контракт с «Васланд-Беверен», который вступил в силу с лета 2016 года.
Первую игру в Лиге Жюпиле нападающий провёл 7 февраля 2017 против «Генка».